# Глембочино
Глембочино (рос. Глембочино) — присілок в Себезькому районі Псковської області Російської Федерації.
Населення становить 182 особи. Входить до складу муніципального утворення Себезьке муніципальне утворення.

## Історія
Від 2015 року входить до складу муніципального утворення Себезьке муніципальне утворення.

## Населення
| 2001 | 2002 | 2010 |
| ---- | ---- | ---- |
| 347  | ↘288 | ↘182 |